# Alphonse Gellé
Alphonse Gellé est un architecte belge de la fin du XIXe siècle et du début du XXe siècle représentatif de l'architecture éclectique et du style Beaux-Arts en Belgique.
Il est connu principalement pour avoir édifié le Collège Saint-Michel à Bruxelles avec Joseph Prémont.

## Réalisations

### Réalisations de style éclectique
- 1895 : rue de Livourne 114 à Bruxelles (néo-Renaissance flamande; avec Joseph Prémont)[2]

- 1895 : Groupe de six maisons réalisées pour le Chevalier Ferdinand de Wouters d'Oplinter, square Marie-Louise 74 à 79 à Bruxelles (d'inspiration néo-Renaissance; avec Joseph Prémont)[3]

- 1902-1905 : Collège Saint-Michel à Bruxelles, boulevard Saint-Michel 24-26 à Etterbeek (style néo-traditionnel, avec Joseph Prémont)[1]

- 1903 : avenue de l'Armée 31 à Etterbeek (éclectisme; avec Joseph Prémont)[4]

### Réalisations de style Beaux-Arts
- 1912 : Hôtel particulier, rue Darwin 56 à Ixelles[5]

- 1914 : Hôtel de maître, boulevard Saint-Michel 75 à Etterbeek[6]

- 1926 : Hôtel de maître, avenue Franklin Roosevelt 11 à Bruxelles (attribué à Gellé)[7]